# Toni Hassmann
Pour les articles homonymes, voir Hassmann.
Toni Haßmann (né le 4 novembre 1975 à Lienen) est un cavalier d'obstacles allemand.

## Biographie
Dès son plus jeune âge, Hassmann obtient un succès international, il devient vice-champion d'Allemagne en saut d'obstacles à poney en 1990, médaille de bronze au championnat allemand en saut d'obstacles en 1991 et 1992, médaille d'argent en individuel lors du championnat d'Europe junior en 1993. En 1995, il gagne le titre de champion d'Europe dans sa catégorie d'âge.
Il choisit pour sa carrière professionnelle d'être moniteur et obtient le diplôme dans l'école des sports de la Bundeswehr à Warendorf.
En 2003, il se retrouve dans la difficulté lorsque Gerhard Schmid, le fondateur de Mobilcom, ne lui donne plus ses chevaux. En juillet, il arrive au domaine de Berl à Sendenhorst, grâce à l'investissement de Hendrik Snoek. Il reprend l'entraînement de Markus Merschformann.
De 2004 à 2006, Hassmann remporte avec Collin le Deutsches Spring-Derby. Auparavant seul Nelson Pessoa (de 1992 à 1994 sur Vivaldi) avait fait la même chose. L'épreuve la plus cotée qu'il gagne avec Lolita H est le Vincenzo Muccioli Challenge (CSI 5*) à San Patrignano.
Fin décembre 2010, il quitte le domaine de Berl (Katrin Eckermann lui succède) et s'engage dans le Comité olympique allemand pour l'équitation.
Son frère Felix Hassmann est aussi cavalier d'obstacles.

## Palmarès

### Coupe du monde de saut d'obstacles
- Finale à Leipzig, 2002 : 6e place sur Goldika.

### Championnat d'Europe de saut d'obstacles
Jeune Cavalier
- 1995 :  Médaille d'or.

Junior
- 1993 :  Médaille d'argent.

### Championnat d'Allemagne de saut d'obstacles
Junior
- 1991:  Médaille de bronze.
- 1992:  Médaille de bronze.

Poney
- 1990:  Médaille d'argent.

## Source, notes et références
1. ↑  Article "Collin ist immer noch ein großes Baby" sur www.abendblatt.de
2. ↑  Article "Aufruhr im Pferdestall" sur www.morgenpost.de
3. ↑  « Article "Haßmann und sein größter Erfolg" sur www.pferdesportzeitung.de »(Archive.org • Wikiwix • Archive.is • Google • Que faire ?)
4. ↑  Katrin Eckermann Nachfolgerin von Haßmann auf Gut Berl, Pferdesportverband Rheinland, 27. Januar 2011]
5. ↑  Hassmann verlässt Gut Berl, Sabine Becker-Stils (equi-news.de), 30. November 2010

- (de) Cet article est partiellement ou en totalité issu de l’article de Wikipédia en allemand intitulé « Toni Haßmann » (voir la liste des auteurs).